# Brittney McGlone
Brittney McGlone (ur. 8 września 1989) – australijska lekkoatletka specjalizująca się w biegu na 400 metrów przez płotki.
W 2008 podczas mistrzostw świata juniorów odpadła w półfinale biegu na 400 metrów przez płotki oraz wraz z koleżankami z reprezentacji zdobyła brązowy medal w biegu rozstawnym 4 x 400 metrów. Stawała na podium mistrzostw Australii w kategoriach: kadetek, juniorek i seniorek. 
Rekord życiowy: 58,53 (29 czerwca 2008, Gold Coast).

## Osiągnięcia
| Rok  | Impreza                     | Miejsce   | Konkurencja                | Pozycja    | Wynik   |
| ---- | --------------------------- | --------- | -------------------------- | ---------- | ------- |
| 2008 | Mistrzostwa świata juniorów | Bydgoszcz | bieg na 400 m przez płotki | półfinał   | 1:00,05 |
| 2008 | Mistrzostwa świata juniorów | Bydgoszcz | sztafeta 4 x 100 m         | DSQ        | –       |
| 2008 | Mistrzostwa świata juniorów | Bydgoszcz | sztafeta 4 x 400 m         | 3. miejsce | 3:34,23 |